# 义士安重根
《义士安重根》（韓語：의사 안중근）是1972年上映的韩国电影。曾获得1972年大钟奖最佳电影。該電影講述的是安重根刺殺伊藤博文的故事。

## 主演
- 金振奎（英语：Kim Jin-kyu (actor)）[2]
- 朴鲁植（英语：Park Nou-sik）
- 崔佛岩
- 河明中（英语：Hah Myung-joong）
- 朴岩（英语：Park Am）